# Opera cementizia

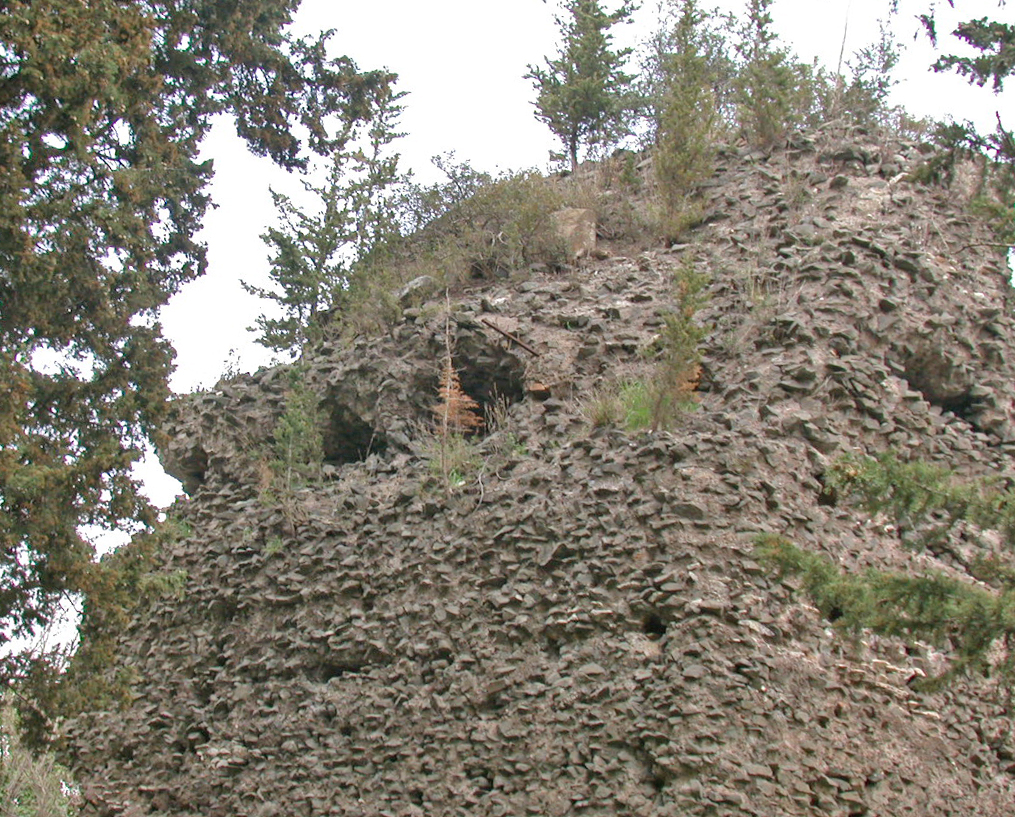
Nucleo in opera cementizia di una tomba sulla via Appia antica a Roma (l'originario paramento è stato asportato).

L'opera cementizia (in latino opus caementitium) è una tecnica edilizia inventata e ampiamente utilizzata dai Romani. È caratterizzata dall'utilizzo del cementizio. La malta a sua volta è composta da calce mescolata con sabbia. L'introduzione del cementizio per la costruzione di edifici risale agli inizi del III secolo e consentì una rielaborazione degli spazi interni e non solo.
In origine si trattava di una tecnica economica, utilizzata per costruzioni private o per riempimenti, che utilizzava una malta non ancora perfezionata (ci sono esempi a Pompei che sembrano risalire alla metà del III secolo a.C.; esempi di una tecnica simile, ma con l'uso di gesso al posto della malta sono stati riscontrati in ambito orientale). Una tecnica affine, ma senza l'uso di malta, sostituita dal fango, era nel mondo greco l'emplèkton, attestato in epoca ellenistica.

## Metodi di costruzione

### Realizzazione
I romani realizzavano il calcestruzzo a partire dalla calce viva, bruciando pietra calcarea a 900 ˚C o meno, il che richiede molta meno energia del moderno calcestruzzo (modello Portland ad esempio). Una volta sottoposta a spegnimento con acqua, la calce veniva mescolata con la cenere vulcanica (pozzolana); particolarmente resistente era quella estratta dalle regioni vulcaniche del golfo di Napoli. La malta che ne risultava veniva ancora mescolata col tufo vulcanico e poi posta in appositi casseri, come si fa ancora oggi. L'acqua di mare innescava immediatamente una reazione chimica a caldo. La calce veniva idratata, incorporando molecole di acqua nella sua struttura, e reagiva con la cenere per cementare l'intera miscela in un unico insieme.

### Fondazioni
Una fondazione in cementizio poteva essere realizzata:
- direttamente nello scavo eseguito nel terreno ("cavo libero", con sassi in strati uniformi allettati con malta abbondante, oppure con gettate di malta e sassi mescolati ("muro a sacco");

- in una cassaforma preparata con tavole di legno tenute ferme da pali verticali ("ritti"), di cui spesso resta visibile l'impronta dopo che il legno, affogato nel cementizio consolidato, è marcito con il passare del tempo. Questa tecnica è chiamata a "cavo armato".

### Muri in elevato
Per muri in elevato il cementizio poteva essere gettato:
- in cassaforma di legno, rimosso dopo il consolidamento, e rivestito quindi di intonaco o signino;

- tra paramenti di elementi in pietra, tufo o mattoni, che fanno da cassaforma a perdere e contemporaneamente restano saldamente legati al nucleo interno formandone la superficie esterna. A seconda del tipo di paramento si distinguono:
  - opera incerta (opus incertum): paramento costituito da pietre di forma irregolare con faccia in vista più o meno piana;
  - opera reticolata (opus reticolatum): paramento costituito da piccole piramidi tronche a base quadrata in pietra ("tufelli" o cubilia);
  - opera laterizia (opus testaceum e opus latericium): paramento costituito inizialmente da tegole smarginate e poi da mattoni o laterizi;
  - opera mista (opus mixtum): paramento costituito da opera reticolata con ammorsature in opera laterizia agli angoli e agli spigoli;
  - opera listata (opus vittatum): paramento costituito da ricorsi alternati di laterizi e di piccoli blocchi in tufo (detti nuovamente "tufelli").

Per muri di grande elevazione potevano essere utilizzati ricorsi in laterizio (mattoni detti "bipedali") per regolarizzare i piani a intervalli regolari.

### Volte e cupole
Le volte e, in modo analogo, le cupole, erano costituite da gettate di cementizio eseguite sopra una "centina" lignea. La centina poteva essere appoggiata non a terra ma su elementi sporgenti lasciati sulle pareti laterali all'altezza dell'imposta (il punto di partenza) della volta. Le prime volte in cementizio conosciute sono quelle della Porticus Emilia, un complesso di magazzini costruiti intorno al 174 a.C. per il porto fluviale di Roma (Emporium).
In origine si gettano in successione ridotti tratti di volta costituiti da grandi schegge di pietra disposte radialmente e cementate con abbondante malta, mentre successivamente vengono gettati in successione diversi strati orizzontali, costituiti da malta mescolata a piccole pietre.
Nella gettata possono essere ancora inseriti mattoni o pietre disposti radialmente, in corrispondenza dei pilastri o degli elementi portanti.
Nelle volte di maggiore impegno (per esempio la cupola del Pantheon) i caementa sono costituiti di materiali via via più leggeri verso l'alto. In esempi più tardi il peso della volta poteva essere alleggerito con l'inserimento di anfore vuote (o pignatte, come, per esempio, nel mausoleo di Elena a Roma che, da questa tecnica, prende il nome di "Tor Pignattara").
Spesso la centina viene rivestita di uno strato di laterizi (in genere i mattoni detti "bessali") che restano collegati alla muratura in cementizio, in modo da costituire la superficie inferiore (intradosso) della volta, per permettere una migliore aderenza all'intonaco di rivestimento.
La centina può essere appositamente sagomata con forme lignee per ottenere una volta decorata all'interno da cassettoni (un esempio è ancora la cupola del Pantheon).

## Possibilità di datazione
Le caratteristiche dei materiali impiegati (qualità della calce e tipo di inerte impiegato nella composizione della malta; materiale, forma e grandezza dei caementa) e modi di realizzazione (suddivisione in gettate, disposizione dei caementa e altre particolarità tecniche) permettono di ricavare indizi per una datazione, che tuttavia hanno validità esclusivamente in ambito locale.
La datazione può essere effettuata anche con metodologie di indagine isotopica quale la quantificazione del Carbonio 14, poiché le malte a base di calce si prestano a questa analisi, o la termoluminescenza adatta allo studio cronologico dei laterizi.